# Shoguna striata
Shoguna striata es una especie de coleóptero de la familia Monotomidae.

## Distribución geográfica
Habita en la Isla de Navidad.